# Бранимир Локнер
Бранимир Локнер, (1961)  музички уредник и рецензент из Београда.

## Биографија
Ради као музички критичар од 1980. и објавио је две књиге о критичким погледима оријентисаним на уметнике бивше Југославије. Пише о музичким, радио и ТВ програмима/издањима. Појавио се као један од многих присталица куће Гранд. Његове критике могу се наћи на многим интернет страницама/сајтовима/порталима. Његов млађи брат је познати српски музичар и клавијатуриста Александар Саша Локнер. Иначе, Локнери су стара земунска породица.

## Радови
- Критичко паковање, Active Time, 199?, 978-86-7636-000-0
- Хеликоптер на глави: историја рокенрола у Панчеву: 1962-2004, Тим за комуникацију, 2005,  978-86-907049-0-3
- Од Чивија до Гоблина: илустрована рок енциклопедија Шапца: (1963.-1999.-2006.) , Културни центар, 2006,  978-86-84045-09-8